# Trafford Training Centre
Le Trafford Training Centre, plus communément appelé Carrington, est le centre d'entrainement du club de football de Manchester United. Il abrite en plus le centre de formation mancunien. Il ouvre ses portes en 2000, bien que l'ouverture officiel du site soit le 26 juillet 2000, celui-ci était déjà utilisé depuis quelques mois par le club en attendant la fin de la construction du bâtiment principal. Tandis que le centre de formation n'ouvre ses portes qu'en 2002. Il fut construit pour pallier le vieillissement de l'ancien centre d'entrainement, The Cliff.
Le complexe est constitué de deux bâtiments, l'un servant à l'acadamie l'autre aux équipes réserves et à l'équipe première, ils sont constitués de :
- Centre de réadaptation
- Centre de physiothérapie
- Centre de massages
- Pharmacie
- Piscines d'hydrothérapie.
- Terrain de basket-ball
- Sauna
- Hammam
- Salles de musculation
- Un restaurant
- Salles de conférence
- Bureaux
- Salles de classe
- Studio de télévision servant à la chaine privée du club : MUTV.

Il comporte quatorze terrains de taille toutes différentes.
En raison des importants moyens mis en œuvre pour contrer les espions ainsi que les médias, le centre est renommé The Carrington Fortress (La forteresse de Carrington) par les médias anglais, nom très bien trouvé, le complexe étant ceinturé par un grillage de 2,4 km de long, plus de 30 000 arbres furent même plantés pour isoler le lieu.
Le terrain au total couvre 44 hectares alors qu'à peine 28 soit réellement utilisé par le club. Le reste du territoire est loué à un agriculteur local, et comprend également une petite réserve naturelle, qui est tenue par le club et le Cheshire Wildlife Trust.
En avril 2013, Manchester United a annoncé un accord de huit ans sur les droits de dénomination avec Aon plc qui verrait le centre de formation de Trafford renommé Aon Training Complex jusqu'en 2021. L'accord a été estimé à 180 millions de livres sterling (22,5 millions de livres sterling par an), trois fois les dépenses du club pour le complexe d'entraînement lui-même (60 millions de livres sterling).
Le 21 septembre 2021, le club annonce des améliorations du centre d'entraînement avec deux nouveaux pavillons pour accueillir de nouvelles infrastructures : bureaux, salles de sport et zones de restauration, des projecteurs, des gradins (accessibles aux handicapés et d'une capacité de 500 personnes).
Ces améliorations permettront également un meilleur niveau d'analyse de la part de notre staff puisque de nouvelles techniques d'analyse des performances seront également mises en place.